# Клементи, Муцио
Му́цио Клеме́нти (итал. Muzio Clementi; полное имя — Mutius Philippus Vincentius Franciscus Xaverius Clementi; 23 января 1752, Рим — 10 марта 1832, Ившем, Вустершир) — итальянский композитор, пианист, педагог, предприниматель. Жил преимущественно в Англии.

## Биография
Муцио Клементи родился в Риме 23 января 1752 года в семье известного ювелира Николо Клементи. Музыкальные способности ребенка проявились так рано и были настолько экстраординарными, что в девятилетнем возрасте Муцио, освоивший под руководством нескольких хороших учителей пение, контрапункт и игру на органе, принял участие в конкурсе на звание церковного органиста и сумел одержать победу. Первоначальное музыкальное образование получил под руководством органиста А. Бурони. В 1759—1761 годах изучал в Риме теорию музыки у органиста Кордичелли. С 1761 года служил органистом в одной из римских церквей, продолжая свои музыкальные занятия: пению обучался у Дж. Сартарелли, контрапункт изучал под руководством Г. Карпани.
С юных лет поражал слушателей своей игрой на фортепиано, и уже в тринадцать лет он уже сопровождал на органе службы в римской базилике San Lorenzo in Damaso. В 1766 году меценат Питер Бекфорд пригласил 14-летнего пианиста в Англию, где затем увез подростка к себе в поместье в аббатстве Фонтхилл. Там он дал мальчику основательное домашнее образование. Не вмешивался Бекфорд только в его занятия на клавишных инструментах, имевшихся в доме. От Муцио Клементи требовалось лишь одно: в течение семи лет играть на них ежедневно не менее шести-восьми часов в день и время от времени демонстрировать Бекфорду и его гостям свои успехи. Так все и шло, пока Муцио, наконец, не стал совершеннолетним. С 1773 года жил в Лондоне; в том же году был издан первый сборник его фортепианных сочинений.
В 1777—1780 годах был капельмейстером Итальянской оперы в Лондоне. С начала 1780-х много гастролировал в Европе как пианист-виртуоз с исполнением собственных фортепианных сочинений (первые фортепианные сонаты Клементи были изданы в 1773 году). В 1781 году посетил Вену, где в присутствии императора Иосифа II состязался с Моцартом. Состязание закончилось вничью.
В 1786 году Клементи прекратил выступления в качестве пианиста, обосновался в Лондоне, посвятил себя педагогической и композиторской деятельности, теперь уже отдавая предпочтение симфоническим жанрам. В начале XIX века много работал за пределами Англии, в том числе в России (в 1802—1803, 1806), вместе со своими учениками Дж. Фильдом и А. Кленгелем; дирижировал собственными оркестровыми сочинениями. В 1813 году стал одним из основателей Филармонического общества в Лондоне, до 1816 года дирижировал в концертах общества.
Клементи занимался и коммерческой деятельностью: был основателем и совладельцем фабрик музыкальных инструментов и музыкально-издательских предприятий, в которых издавал сочинения современных ему композиторов, в том числе Бетховена. В 1823 году Клементи вместе с Генри Бишопом, Уильямом Хорсли и Сэмьюэлом Уэйсли принял участие в составлении и издании большой музыкальной энциклопедии — «The Encyclopaedia of Music».

## Творчество
Помимо 58 фортепианных сонат (ранние из которых получили высокую критику от Й. Гайдна) и нескольких сонатин, Клементи принадлежит ряд сочинений для оркестра: около 15 симфоний, из которых сохранилось только 4, увертюры, а также оратория. Однако наиболее значительный вклад композитор внёс в развитие фортепианного искусства; современники называли его «отцом фортепианной музыки». Клементи одним из первых оценил новые возможности «пиано-форте» и его преимущества перед клавесином (на своих фабриках совершенствовал механику фортепиано). Фортепианное творчество Клементи оказало значительное влияние на современников, особенно на Й. Гайдна, Л. ван Бетховена.
Ссылки на фортепианные сонаты Клементи во вторичных источниках и в буклетах к аудиозаписям противоречивы. Для точной идентификации сонат ныне принято опираться на тематический каталог Алана Тайсона, опубликованный в Тутцинге в 1967 году.

## Педагогическая деятельность
Муцио Клементи является основателем так называемой лондонской школы пианизма. Его многочисленные ученики, в первую очередь И. Б. Крамер, Л. Бергер, И. Мошелес, Дж. Фильд и Ф. Калькбреннер, в значительной степени определили развитие фортепианного исполнительства в XIX веке.
Клементи принадлежат также методические труды, прежде всего переведённая на многие языки и многократно переиздававшаяся в разных странах (в том числе в России) «Методика игры на фортепиано» (фр. Méthode pour le piano-forte…, 1801), сборник педагогических этюдов «Gradus ad Parnassum» («Ступени к Парнасу»).
Во время частых поездок по Европе (1780–1784, 1784–1785, 1802–1810 годы) собрал коллекцию рукописных нот в 4-х томах из наиболее, с его точки зрения, выдающихся произведений 25 известных композиторов под названием «Выбор практической гармонии». Коллекция состоит из 4 томов (1801 был опубликован первый том, в 1802 — второй, в 1811 — третий и в 1814 — четвёртый) и содержит произведения  композиторов (кроме произведений самого Клементи). Полное издание коллекции вышло в 1815 году. В коллекции во втором томе упоминается одночастное произведение для клавесина Доменико Скарлатти — соната соль минор (K. 30, L. 499), которой Клементи дал забавное название «Кошачья фуга» («Выбор практической гармонии», т. 2, стр стр. 132–137). Предполагается, что восходящая тема сонаты представляла в его воображении шаги кошки, небрежно идущей по случайным клавишам на клавесине.